# Asiatiska mästerskapet i fotboll för damer 2006
Asiatiska mästerskapet i fotboll för damer 2006 var den 15:e upplagan av turneringar.
Man hade nu gått från att spela ojämna år till jämna år. Tävlingsformatet hade ändrats, med kvalturnering och separat mästerskapsturnering. 
De fyra kvalificerade lagen från förturneringarna (Myanmar, Taiwan, Thailand, Vietnam) gick vidare för att spela mot de direktkvalificerade finalisterna (Kina, Japan, Sydkorea och Nordkorea). Australien togs med då man bytt från OFC till AFC.  Finalspelet gick av stapeln i Australien i juli 2006 – ursprungligen tilldelades Japan turneringen, men efter Australiens fördelades värdskapet om. Alla matcher i huvudturneringen spelades i Adelaide.
Turneringen gällde också kval till VM 2007. Två platser fanns att kämpa om, Kina var redan direktkvalificerade som värdnation. Kina vann turneringen, genom att slå värdnationen Australien i finalen. Australien kvalificerade sig dock också, medan Nordkorea slog Japan i matchen om tredjepris. Japan fick nu spela mot trean från Concacaf-regionen, fastän man slagit Kina i gruppspelet.

## Kvalificerade lag
| - Australien (värdnation, direktkvalificerat) - Myanmar - Japan (direktkvalificerat) - Kina (direktkvalificerat) - Kinesiska Taipei | - Nordkorea (direktkvalificerat) - Sydkorea (direktkvalificerat) - Thailand - Vietnam |

## Gruppspel

### Grupp A
| Nr | Lag              | S | V | O | F | GM | IM | MS  | P |
| -- | ---------------- | - | - | - | - | -- | -- | --- | - |
| 1  | Japan            | 3 | 3 | 0 | 0 | 17 | 1  | +16 | 9 |
| 2  | Kina             | 3 | 2 | 0 | 1 | 4  | 1  | +3  | 6 |
| 3  | Vietnam          | 3 | 1 | 0 | 2 | 1  | 7  | −6  | 3 |
| 4  | Kinesiska Taipei | 3 | 0 | 0 | 3 | 1  | 14 | −13 | 0 |

|                | 19 juli 2006   | Kina                    | 2 – 0           | Kinesiska Taipei | Hindmarsh Stadium                                                          |                                                                            |
| 12:00 UTC+9:30 | 12:00 UTC+9:30 | Han Duan 11′ Pu Wei 64′ | (1 – 0) Rapport |                  | Adelaide, South Australia Publik: 500 Domare: Pannipar Kamnueng (Thailand) | Adelaide, South Australia Publik: 500 Domare: Pannipar Kamnueng (Thailand) |
| 12:00 UTC+9:30 | 12:00 UTC+9:30 |                         |                 |                  | Adelaide, South Australia Publik: 500 Domare: Pannipar Kamnueng (Thailand) | Adelaide, South Australia Publik: 500 Domare: Pannipar Kamnueng (Thailand) |
| 12:00 UTC+9:30 | 12:00 UTC+9:30 |                         |                 |                  | Adelaide, South Australia Publik: 500 Domare: Pannipar Kamnueng (Thailand) | Adelaide, South Australia Publik: 500 Domare: Pannipar Kamnueng (Thailand) |

|                | 19 juli 2006   | Japan                                                            | 5 – 0           | Vietnam | Hindmarsh Stadium                                                              |                                                                                |
| 14:30 UTC+9:30 | 14:30 UTC+9:30 | Homare Sawa 39′, 52′ Mizuho Sakaguchi 65′, 78′ Yuki Nagasato 81′ | (1 – 0) Rapport |         | Adelaide, South Australia Publik: 500 Domare: Tammy Nicole Ogston (Australien) | Adelaide, South Australia Publik: 500 Domare: Tammy Nicole Ogston (Australien) |
| 14:30 UTC+9:30 | 14:30 UTC+9:30 |                                                                  |                 |         | Adelaide, South Australia Publik: 500 Domare: Tammy Nicole Ogston (Australien) | Adelaide, South Australia Publik: 500 Domare: Tammy Nicole Ogston (Australien) |
| 14:30 UTC+9:30 | 14:30 UTC+9:30 |                                                                  |                 |         | Adelaide, South Australia Publik: 500 Domare: Tammy Nicole Ogston (Australien) | Adelaide, South Australia Publik: 500 Domare: Tammy Nicole Ogston (Australien) |

|                | 21 juli 2006   | Japan | 11 – 10         | Kinesiska Taipei | Hindmarsh Stadium                                                     |                                                                       |
| 16:30 UTC+9:30 | 16:30 UTC+9:30 | Shinobu Ohno 9′ Yuki Nagasato 29′, 33′, 46′, 71′, 92+?′ Homare Sawa 38′, 80′ Mizuho Sakaguchi 48′, 89′ Miyuki Yanagita 68′ | (4 – 1) Rapport | 35′ Hsieh I-ling | Adelaide, South Australia Publik: 200 Domare: Ri Hong-sil (Nordkorea) | Adelaide, South Australia Publik: 200 Domare: Ri Hong-sil (Nordkorea) |
| 16:30 UTC+9:30 | 16:30 UTC+9:30 | |                 |                  | Adelaide, South Australia Publik: 200 Domare: Ri Hong-sil (Nordkorea) | Adelaide, South Australia Publik: 200 Domare: Ri Hong-sil (Nordkorea) |
| 16:30 UTC+9:30 | 16:30 UTC+9:30 | |                 |                  | Adelaide, South Australia Publik: 200 Domare: Ri Hong-sil (Nordkorea) | Adelaide, South Australia Publik: 200 Domare: Ri Hong-sil (Nordkorea) |

|                | 21 juli 2006   | Vietnam | 0 – 2           | Kina               | Hindmarsh Stadium                                                    |                                                                      |
| 19:00 UTC+9:30 | 19:00 UTC+9:30 |         | (0 – 1) Rapport | 20′, 58′ Ma Xiaoxu | Adelaide, South Australia Publik: 300 Domare: Hong Eun-ah (Sydkorea) | Adelaide, South Australia Publik: 300 Domare: Hong Eun-ah (Sydkorea) |
| 19:00 UTC+9:30 | 19:00 UTC+9:30 |         |                 |                    | Adelaide, South Australia Publik: 300 Domare: Hong Eun-ah (Sydkorea) | Adelaide, South Australia Publik: 300 Domare: Hong Eun-ah (Sydkorea) |
| 19:00 UTC+9:30 | 19:00 UTC+9:30 |         |                 |                    | Adelaide, South Australia Publik: 300 Domare: Hong Eun-ah (Sydkorea) | Adelaide, South Australia Publik: 300 Domare: Hong Eun-ah (Sydkorea) |

|                | 23 juli 2006   | Kina | 0 – 1           | Japan          | Hindmarsh Stadium                                                         |                                                                           |
| 14:30 UTC+9:30 | 14:30 UTC+9:30 |      | (0 – 1) Rapport | 18′ Aya Miyama | Adelaide, South Australia Publik: 5 000 Domare: Tammy Ogston (Australien) | Adelaide, South Australia Publik: 5 000 Domare: Tammy Ogston (Australien) |
| 14:30 UTC+9:30 | 14:30 UTC+9:30 |      |                 |                | Adelaide, South Australia Publik: 5 000 Domare: Tammy Ogston (Australien) | Adelaide, South Australia Publik: 5 000 Domare: Tammy Ogston (Australien) |
| 14:30 UTC+9:30 | 14:30 UTC+9:30 |      |                 |                | Adelaide, South Australia Publik: 5 000 Domare: Tammy Ogston (Australien) | Adelaide, South Australia Publik: 5 000 Domare: Tammy Ogston (Australien) |

|                | 23 juli 2006   | Kinesiska Taipei | 0 – 1           | Vietnam               | Marden Stadium                                                        |                                                                       |
| 14:30 UTC+9:30 | 14:30 UTC+9:30 |                  | (0 – 0) Rapport | 70′ Vũ Thị Huyền Linh | Adelaide, South Australia Publik: 200 Domare: Ri Hong-sil (Nordkorea) | Adelaide, South Australia Publik: 200 Domare: Ri Hong-sil (Nordkorea) |
| 14:30 UTC+9:30 | 14:30 UTC+9:30 |                  |                 |                       | Adelaide, South Australia Publik: 200 Domare: Ri Hong-sil (Nordkorea) | Adelaide, South Australia Publik: 200 Domare: Ri Hong-sil (Nordkorea) |
| 14:30 UTC+9:30 | 14:30 UTC+9:30 |                  |                 |                       | Adelaide, South Australia Publik: 200 Domare: Ri Hong-sil (Nordkorea) | Adelaide, South Australia Publik: 200 Domare: Ri Hong-sil (Nordkorea) |

### Grupp B
| Nr | Lag        | S | V | O | F | GM | IM | MS  | P  |
| -- | ---------- | - | - | - | - | -- | -- | --- | -- |
| 1  | Nordkorea  | 4 | 3 | 1 | 0 | 13 | 0  | +13 | 10 |
| 2  | Australien | 4 | 3 | 1 | 0 | 11 | 0  | +11 | 10 |
| 3  | Sydkorea   | 4 | 2 | 0 | 2 | 14 | 6  | +8  | 6  |
| 4  | Thailand   | 4 | 1 | 0 | 3 | 2  | 26 | −24 | 3  |
| 5  | Myanmar    | 4 | 0 | 0 | 4 | 2  | 10 | −8  | 0  |

|                | 16 juli 2006   | Myanmar               | 1 – 2           | Thailand                 | Hindmarsh Stadium                                               |                                                                 |
| 12:00 UTC+9:30 | 12:00 UTC+9:30 | Daw My Nilar Htwe 60′ | (0 – 1) Rapport | 34′, 55′ Pitsami Sornsai | Adelaide, South Australia Publik: 200 Domare: Huijun Niu (Kina) | Adelaide, South Australia Publik: 200 Domare: Huijun Niu (Kina) |
| 12:00 UTC+9:30 | 12:00 UTC+9:30 |                       |                 |                          | Adelaide, South Australia Publik: 200 Domare: Huijun Niu (Kina) | Adelaide, South Australia Publik: 200 Domare: Huijun Niu (Kina) |
| 12:00 UTC+9:30 | 12:00 UTC+9:30 |                       |                 |                          | Adelaide, South Australia Publik: 200 Domare: Huijun Niu (Kina) | Adelaide, South Australia Publik: 200 Domare: Huijun Niu (Kina) |

|                | 16 juli 2006   | Australien                                                                  | 4 – 0           | Sydkorea | Hindmarsh Stadium                                                      |                                                                        |
| 14:30 UTC+9:30 | 14:30 UTC+9:30 | Shin Sun-nam 30′ (sjm.) Sarah Walsh 66′ Caitlin Munoz 75′ Lisa De Vanna 87′ | (1 – 0) Rapport |          | Adelaide, South Australia Publik: 3 000 Domare: Bentla D'Coth (Indien) | Adelaide, South Australia Publik: 3 000 Domare: Bentla D'Coth (Indien) |
| 14:30 UTC+9:30 | 14:30 UTC+9:30 |                                                                             |                 |          | Adelaide, South Australia Publik: 3 000 Domare: Bentla D'Coth (Indien) | Adelaide, South Australia Publik: 3 000 Domare: Bentla D'Coth (Indien) |
| 14:30 UTC+9:30 | 14:30 UTC+9:30 |                                                                             |                 |          | Adelaide, South Australia Publik: 3 000 Domare: Bentla D'Coth (Indien) | Adelaide, South Australia Publik: 3 000 Domare: Bentla D'Coth (Indien) |

|                | 18 juli 2006   | Thailand | 0 – 9           | Nordkorea                                                                                               | Hindmarsh Stadium                                                 |                                                                   |
| 12:00 UTC+9:30 | 12:00 UTC+9:30 |          | (0 – 5) Rapport | 8′, 34′ Ri Kum-suk 31′ Ri Un-suk 36′, 73′ Kim Tan-sil 43′ Ho Sun-hui 59′ Jo Yun-mi 67′, 87′ Kim Yong-ae | Adelaide, South Australia Publik: 200 Domare: Mayumi Oiwa (Japan) | Adelaide, South Australia Publik: 200 Domare: Mayumi Oiwa (Japan) |
| 12:00 UTC+9:30 | 12:00 UTC+9:30 |          |                 | | Adelaide, South Australia Publik: 200 Domare: Mayumi Oiwa (Japan) | Adelaide, South Australia Publik: 200 Domare: Mayumi Oiwa (Japan) |
| 12:00 UTC+9:30 | 12:00 UTC+9:30 |          |                 | | Adelaide, South Australia Publik: 200 Domare: Mayumi Oiwa (Japan) | Adelaide, South Australia Publik: 200 Domare: Mayumi Oiwa (Japan) |

|                | 18 juli 2006   | Myanmar | 0 – 2           | Australien                          | Hindmarsh Stadium                                                     |                                                                       |
| 14:30 UTC+9:30 | 14:30 UTC+9:30 |         | (0 – 1) Rapport | 31′ Sally Shipard 77′ Lisa De Vanna | Adelaide, South Australia Publik: 2 000 Domare: Dongqing Zhang (Kina) | Adelaide, South Australia Publik: 2 000 Domare: Dongqing Zhang (Kina) |
| 14:30 UTC+9:30 | 14:30 UTC+9:30 |         |                 |                                     | Adelaide, South Australia Publik: 2 000 Domare: Dongqing Zhang (Kina) | Adelaide, South Australia Publik: 2 000 Domare: Dongqing Zhang (Kina) |
| 14:30 UTC+9:30 | 14:30 UTC+9:30 |         |                 |                                     | Adelaide, South Australia Publik: 2 000 Domare: Dongqing Zhang (Kina) | Adelaide, South Australia Publik: 2 000 Domare: Dongqing Zhang (Kina) |

|                | 20 juli 2006   | Nordkorea                          | 3 – 0           | Myanmar | Hindmarsh Stadium                                                    |                                                                      |
| 12:00 UTC+9:30 | 12:00 UTC+9:30 | Ri Un-suk 23′, 37′ Ri Un-gyong 85′ | (2 – 0) Rapport |         | Adelaide, South Australia Publik: 150 Domare: Bentla D'Coth (Indien) | Adelaide, South Australia Publik: 150 Domare: Bentla D'Coth (Indien) |
| 12:00 UTC+9:30 | 12:00 UTC+9:30 |                                    |                 |         | Adelaide, South Australia Publik: 150 Domare: Bentla D'Coth (Indien) | Adelaide, South Australia Publik: 150 Domare: Bentla D'Coth (Indien) |
| 12:00 UTC+9:30 | 12:00 UTC+9:30 |                                    |                 |         | Adelaide, South Australia Publik: 150 Domare: Bentla D'Coth (Indien) | Adelaide, South Australia Publik: 150 Domare: Bentla D'Coth (Indien) |

|                | 20 juli 2006   | Sydkorea | 11 – 00         | Thailand | Hindmarsh Stadium                                               |                                                                 |
| 14:30 UTC+9:30 | 14:30 UTC+9:30 | Cha Yun-hee 30′, 44′ Jung Jung-suk 39′, 50′, 71′, 80′, 83′, 86′ Kim Joo-hee 42′ Kim Jin-hee 69′ Jung Sey-hwa 87′ | (4 – 0) Rapport |          | Adelaide, South Australia Publik: 200 Domare: Huijun Niu (Kina) | Adelaide, South Australia Publik: 200 Domare: Huijun Niu (Kina) |
| 14:30 UTC+9:30 | 14:30 UTC+9:30 | |                 |          | Adelaide, South Australia Publik: 200 Domare: Huijun Niu (Kina) | Adelaide, South Australia Publik: 200 Domare: Huijun Niu (Kina) |
| 14:30 UTC+9:30 | 14:30 UTC+9:30 | |                 |          | Adelaide, South Australia Publik: 200 Domare: Huijun Niu (Kina) | Adelaide, South Australia Publik: 200 Domare: Huijun Niu (Kina) |

|                | 22 juli 2006   | Sydkorea                                         | 3 – 1           | Myanmar               | Hindmarsh Stadium                                                   |                                                                     |
| 16:30 UTC+9:30 | 16:30 UTC+9:30 | Kim Joo-hee 7′ Jin Suk-hee 35′ Jung Jung-suk 64′ | (2 – 0) Rapport | 90′ Aye Nandar Hlaing | Adelaide, South Australia Publik: 500 Domare: Dongqing Zhang (Kina) | Adelaide, South Australia Publik: 500 Domare: Dongqing Zhang (Kina) |
| 16:30 UTC+9:30 | 16:30 UTC+9:30 |                                                  |                 |                       | Adelaide, South Australia Publik: 500 Domare: Dongqing Zhang (Kina) | Adelaide, South Australia Publik: 500 Domare: Dongqing Zhang (Kina) |
| 16:30 UTC+9:30 | 16:30 UTC+9:30 |                                                  |                 |                       | Adelaide, South Australia Publik: 500 Domare: Dongqing Zhang (Kina) | Adelaide, South Australia Publik: 500 Domare: Dongqing Zhang (Kina) |

|                | 22 juli 2006   | Australien | 0 – 0   | Nordkorea | Hindmarsh Stadium                                                   |                                                                     |
| 19:00 UTC+9:30 | 19:00 UTC+9:30 |            | Rapport |           | Adelaide, South Australia Publik: 4 000 Domare: Mayumi Oiwa (Japan) | Adelaide, South Australia Publik: 4 000 Domare: Mayumi Oiwa (Japan) |
| 19:00 UTC+9:30 | 19:00 UTC+9:30 |            |         |           | Adelaide, South Australia Publik: 4 000 Domare: Mayumi Oiwa (Japan) | Adelaide, South Australia Publik: 4 000 Domare: Mayumi Oiwa (Japan) |
| 19:00 UTC+9:30 | 19:00 UTC+9:30 |            |         |           | Adelaide, South Australia Publik: 4 000 Domare: Mayumi Oiwa (Japan) | Adelaide, South Australia Publik: 4 000 Domare: Mayumi Oiwa (Japan) |

|                | 24 juli 2006   | Thailand | 0 – 5           | Australien                                                                               | Marden Stadium                                                       |                                                                      |
| 14:30 UTC+9:30 | 14:30 UTC+9:30 |          | (0 – 2) Rapport | 3′ Alicia Ferguson 27′ Joanne Burgess 53′ Sarah Walsh 62′ Kathryn Gill 81′ Lisa De Vanna | Adelaide, South Australia Publik: 400 Domare: Hong Eun-ah (Sydkorea) | Adelaide, South Australia Publik: 400 Domare: Hong Eun-ah (Sydkorea) |
| 14:30 UTC+9:30 | 14:30 UTC+9:30 |          |                 |                                                                                          | Adelaide, South Australia Publik: 400 Domare: Hong Eun-ah (Sydkorea) | Adelaide, South Australia Publik: 400 Domare: Hong Eun-ah (Sydkorea) |
| 14:30 UTC+9:30 | 14:30 UTC+9:30 |          |                 |                                                                                          | Adelaide, South Australia Publik: 400 Domare: Hong Eun-ah (Sydkorea) | Adelaide, South Australia Publik: 400 Domare: Hong Eun-ah (Sydkorea) |

|                | 24 juli 2006   | Nordkorea       | 1 – 0           | Sydkorea | Hindmarsh Stadium                                                          |                                                                            |
| 14:30 UTC+9:30 | 14:30 UTC+9:30 | Kim Yong-ae 76′ | (0 – 0) Rapport |          | Adelaide, South Australia Publik: 300 Domare: Pannipar Kamnueng (Thailand) | Adelaide, South Australia Publik: 300 Domare: Pannipar Kamnueng (Thailand) |
| 14:30 UTC+9:30 | 14:30 UTC+9:30 |                 |                 |          | Adelaide, South Australia Publik: 300 Domare: Pannipar Kamnueng (Thailand) | Adelaide, South Australia Publik: 300 Domare: Pannipar Kamnueng (Thailand) |
| 14:30 UTC+9:30 | 14:30 UTC+9:30 |                 |                 |          | Adelaide, South Australia Publik: 300 Domare: Pannipar Kamnueng (Thailand) | Adelaide, South Australia Publik: 300 Domare: Pannipar Kamnueng (Thailand) |

## Slutspel

### Slutspelsträd
|  | Semifinaler | Semifinaler |       |           | Final       | Final |  |
|  |             |             |       |           |             |       |  |
|  |             |             |       |           |             |       |  |
|  | Kina        | 1           |       |           |             |       |  |
|  | Nordkorea   | 0           |       |           |             |       |  |
|  |             |             |       |           |             |       |  |
|  |             |             |       |           |             |       |  |
|  |             |             |       |           | Kina (str.) | 2 (4) |  |
|  |             | Australien  | 2 (2) |           |             |       |  |
|  |             |             |       |           |             |       |  |
|  |             |             |       |           |             |       |  |
|  |             |             |       |           | Bronsmatch  |       |  |
|  |             |             |       |           |             |       |  |
|  | Australien  | 2           |       | Nordkorea | 3           |       |  |
|  | Japan       | 0           |       |           | Japan       | 2     |  |

### Semifinaler
Vinnarna till VM 2007.
I matchen mellan Kina och Nordkorea kvitterade Nordkorea på tilläggstid, men målet underkändes för offside. Nordkoreanskorna började då kasta flaskor och andra föremål mot domarna, och den nordkoreanske målvakten Han Hye Yong gav den italienska domaren Anna De Toni en spark bakifrån. Tre nordkoreanska spelare, bland andra Han Hye Yong, stängdes av före matchen om tredjepris. Nordkorea protesterade och krävde omspel samt att avstängningen upphörde.
|                | 27 juli 2006   | Australien                          | 2 – 0           | Japan | Hindmarsh Stadium                                                         |                                                                           |
| 16:30 UTC+9:30 | 16:30 UTC+9:30 | Caitlin Munoz 10′ Joanne Peters 45′ | (2 – 0) Rapport |       | Adelaide, South Australia Publik: 4 000 Domare: Jenny Palmqvist (Sverige) | Adelaide, South Australia Publik: 4 000 Domare: Jenny Palmqvist (Sverige) |
| 16:30 UTC+9:30 | 16:30 UTC+9:30 |                                     |                 |       | Adelaide, South Australia Publik: 4 000 Domare: Jenny Palmqvist (Sverige) | Adelaide, South Australia Publik: 4 000 Domare: Jenny Palmqvist (Sverige) |
| 16:30 UTC+9:30 | 16:30 UTC+9:30 |                                     |                 |       | Adelaide, South Australia Publik: 4 000 Domare: Jenny Palmqvist (Sverige) | Adelaide, South Australia Publik: 4 000 Domare: Jenny Palmqvist (Sverige) |

|                | 27 juli 2006   | Kina          | 1 – 0           | Nordkorea | Hindmarsh Stadium                                                      |                                                                        |
| 19:30 UTC+9:30 | 19:30 UTC+9:30 | Ma Xiaoxu 58' | (0 – 0) Rapport |           | Adelaide, South Australia Publik: 1 000 Domare: Anna De Toni (Italien) | Adelaide, South Australia Publik: 1 000 Domare: Anna De Toni (Italien) |
| 19:30 UTC+9:30 | 19:30 UTC+9:30 |               |                 |           | Adelaide, South Australia Publik: 1 000 Domare: Anna De Toni (Italien) | Adelaide, South Australia Publik: 1 000 Domare: Anna De Toni (Italien) |
| 19:30 UTC+9:30 | 19:30 UTC+9:30 |               |                 |           | Adelaide, South Australia Publik: 1 000 Domare: Anna De Toni (Italien) | Adelaide, South Australia Publik: 1 000 Domare: Anna De Toni (Italien) |

### Bronsmatch
Då Kina var direktkvalificerade för VM 2007 som värdnation, kvalade Nordkorea in som trea. Japan fick kvala mot trean i Concacaf Women's Gold Cup 2006.
|          | 30 juli 2006 | Japan                            | 2 – 3           | Nordkorea                          | Hindmarsh Stadium                                                         |                                                                           |
| UTC+9:30 | UTC+9:30     | Kozue Ando 43′ Yuki Nagasato 89′ | (1 – 3) Rapport | 23′ Ri Un-suk 33′, 39′ Ri Un-gyong | Adelaide, South Australia Publik: 1 200 Domare: Tammy Ogston (Australien) | Adelaide, South Australia Publik: 1 200 Domare: Tammy Ogston (Australien) |
| UTC+9:30 | UTC+9:30     |                                  |                 |                                    | Adelaide, South Australia Publik: 1 200 Domare: Tammy Ogston (Australien) | Adelaide, South Australia Publik: 1 200 Domare: Tammy Ogston (Australien) |
| UTC+9:30 | UTC+9:30     |                                  |                 |                                    | Adelaide, South Australia Publik: 1 200 Domare: Tammy Ogston (Australien) | Adelaide, South Australia Publik: 1 200 Domare: Tammy Ogston (Australien) |

### Final
|                | 30 juli 2006   | Australien                                                    | 0000 2 – 2 (e.fl.)         | Kina                             | Hindmarsh Stadium                                                   |                                                                     |
| 15:30 UTC+9:30 | 15:30 UTC+9:30 | Caitlin Munoz 29′ Joanne Peters 33′                           | (2 – 0) Rapport            | 68′ Han Duan 73′ Ma Xiaoxu       | Adelaide, South Australia Publik: 5 000 Domare: Mayumi Oiwa (Japan) | Adelaide, South Australia Publik: 5 000 Domare: Mayumi Oiwa (Japan) |
| 15:30 UTC+9:30 | 15:30 UTC+9:30 |                                                               |                            |                                  | Adelaide, South Australia Publik: 5 000 Domare: Mayumi Oiwa (Japan) | Adelaide, South Australia Publik: 5 000 Domare: Mayumi Oiwa (Japan) |
| 15:30 UTC+9:30 | 15:30 UTC+9:30 | Collette McCallum Sally Shipard Joanne Peters Alicia Ferguson | Straffsparksläggning 2 – 4 | Ma Xiaoxu Bi Yan Li Jie Han Duan | Adelaide, South Australia Publik: 5 000 Domare: Mayumi Oiwa (Japan) | Adelaide, South Australia Publik: 5 000 Domare: Mayumi Oiwa (Japan) |